# Sulawesidwergijsvogel
De sulawesidwergijsvogel (Ceyx fallax) is een vogel uit de familie Alcedinidae (ijsvogels). De vogel werd in 1866 door de Nederlands/Duitse dierkundige  Hermann Schlegel als Dacelo fallax (in het Frans) beschreven.

## Verspreiding en leefgebied
Deze soort is endemisch op Sulawesi